# Abass Alavi
Abass Alavi (persisch عباس علوی, * 1938 in Tabriz)  ist ein iranisch-US-amerikanischer Neurologe und Radiologe und Hochschullehrer an der University of Pennsylvania. 1976 erstellte er die erste Positronen-Emissions-Tomographie-Aufnahme des menschlichen Gehirns.

## Leben
Alavi studierte Medizin in Teheran mit der Promotion 1964. Ab 1966 war er Arzt im Praktikum (Internship) am Albert Einstein Medical Center in Philadelphia und 1968 Resident in innerer Medizin am VA (Veterans Administration) Medical Center und 1969 Fellow in Hämatologie und Onkologie am Universitätskrankenhaus der University of Pennsylvania. 1970 schloss er eine Facharztausbildung in Radiologie an als Resident am Beth Israel Deaconess Medical Center in Boston. Ab 1971 war er an der University of Pennsylvania School of Medicine zunächst als Fellow in Nuklearmedizin. Dort befasste er sich unter David Kuhl mit tomographischen Techniken (Einzelphotonen-Emissionscomputertomographie, SPECT). Nachdem am Brookhaven National Laboratory in der Gruppe von Alfred P. Wolf Fluordesoxyglucose mit radioaktivem Fluor 18 (ein radioaktives Glukose-Analogon) zur Verfügung stand, verwendete Alavi die Substanz im August 1976 zur ersten Aufnahme der menschlichen Gehirnaktivität mit Positronen-Emissions-Tomographie (PET).
1973 wurde er Instructor in Radiologie an der University of Pennsylvania School of Medicine, 1974 Assistant Professor, 1977 Associate Professor und 1982 Professor. 1979 bis 2006 war er Leiter der Nuklearmedizin und 1991 bis 2006 ärztlicher Direktor des Positron Emission Tomography Center, dessen Ko-Direktor er 1979 bis 1991 war.
Er ist mehrfacher Ehrendoktor (Bologna, Universität Shiraz, Universität Tabriz, Danzig), erhielt 2004 den Georg Hevesy Nuclear Pioneer Award und 2012 den Benedict Cassen Prize.

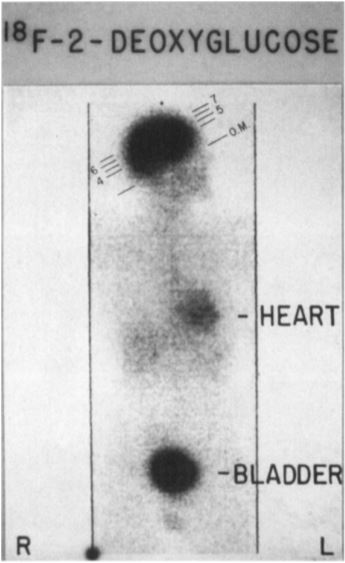
Erster Ganzkörper-Scan unter Verwendung von radioaktiv markierter Fluordesoxyglucose